# 村田蓮爾
村田 蓮爾（むらた れんじ、英: Range Murata、1968年10月2日 -）は、日本のイラストレーター、デザイナー。血液型はAB型。代表作に『LAST EXILE』・『 青の6号』キャラクターデザイン担当など。

## 来歴
大阪府出身。大阪芸術大学芸術学部デザイン学科インダストリアルデザイン（現・ライフデザイン）コース中退。
2000年には第34回造本・装幀コンクール展において、村田が企画したコミック『FLAT』が日本書籍出版協会理事長賞（コミック部門）を、2004年には第38回造本装幀コンクール展において、自身2作目となる画集『futurhythm』が日本書籍出版協会理事長賞を受賞、また2006年には第37回星雲賞アート部門を受賞しており、イラストレーターとしての技術が評価されている。
そういった村田の描くイラストは「独特の雰囲気を持つ」と、ライターの伊藤真広は評している。2013年からは京都精華大学マンガ学部キャラクターデザインコース教員としても活動している。また、同人サークル「PASTA'S ESTAB.」を主宰しており、担当した作品のイラスト集やデザインにこだわったオリジナルグッズを発表している。
椎名優は後輩であるという。

## 人物
カーデザイナーに憧れていたため、大学ではデザインを専攻するも、村田が目指していたレトロなデザインは実現が難しいということを知り、中退。その後、アトラスの格闘ゲーム『豪血寺一族』シリーズのキャラクターデザインなどのアルバイトからの入社を経て、フリーのイラストレーターへと移り、周りの影響から同人活動などを始めるようになる。
「PASTA'S ESTAB.」の同人サークルで発表されるイラストや、同時に商業誌で手掛けたカバーイラストは熱心な支持を得る。描き出すキャラクターの魅力に加え、同時に描かれたアクセサリーや衣服の質感、デザインに注目が集まり、FA宣言を契機にオリジナルデザインのグッズ群を『rm』レーベルで生産するに至り、現在、イラストから被服、バッグ、時計、ブーツといったファッションデザインへと活動の幅は広がりを見せる。クラシックカメラや時計の蒐集家でもあるようで、村田の描き出すデザインは何処となくレトロで過去の優れた工業製品へのオマージュでもあるような雰囲気を持つ。

## 作品リスト

### 書籍
- LIKE A BALANCE LIFE - 第一画集（1997年）
- FLAT - 村田蓮爾企画編集フルカラーコミック（1999年） - 第34回造本・装幀コンクール展 日本書籍出版協会理事長賞（コミック部門） 受賞
- LIKE A BALANCE LIFE 0.5 - 第一画集の廉価版（2000年）
- futurhythm - 第二画集（2003年） - 第38回造本・装幀コンクール展 日本書籍出版協会理事長賞 受賞
- re futurhythm - 第二画集の廉価版（2004年）
- fa documenta 村田蓮爾 -001+002 collection catalogue- - faシリーズの解説・資料集（2004年）
- rule - faシリーズの解説・資料集（2004年）
- formcode - 第三画集（2006年）
- robot（Vol.1〜10） - 村田蓮爾責任編集フルカラーコミック（2004年 - 2008年）
- PRISMTONE RANGE MURATA ANIME WORKS1998-2006 - 第四画集（2010年）

### イラスト
- 快楽天（1994年/漫画エロトピア9月8日増刊号 - 2003年5月号） - 表紙
  - 快楽天（1995年/漫画エロトピア7月13日増刊号 - 2003年5月号） - AFTER SERVICE 掲
  - 快楽天（2003年6月号 - ） - futuregraph 連載中
- ウルトラジャンプ - 表紙、ピンナップ
- マリオン&Co. 黄金郷（エルドラード）に手を出すな（小説） - 表紙、挿絵
- 作者消失（小説） - 挿絵
- 季刊コミッカーズ（1999年7月号 - 2002年5月号） - 表紙、ピンナップ
- 季刊エス（2003年冬号/No.1 - ） - 4D STYLE 連載中
- 導きの星（目覚めの大地/争いの地平/災いの空/出会いの銀河）（小説） - 表紙
- 紳士遊戯（小説） - 表紙
- 贋作遊戯（小説） - 表紙
- タラ・ダンカン（児童書） - 表紙
- JC.COM（漫画） - 表紙
- コップクラフト DRAGNET MIRAGE RELOADED（小説） - 表紙、挿絵
- 少女自転車解放区 - 表紙、編集協力
- 進撃の巨人 隔絶都市の女王（小説） - 表紙、挿絵

### ゲーム
- 豪血寺一族 - イラスト、キャラクターデザイン
- 豪血寺一族2 - イラスト、キャラクターデザイン
- GROOVE ON FIGHT - イラスト、キャラクターデザイン
- バッケンローダー
- 対戦ホットギミック 快楽天 - マスコットキャラクターデザイン
- エターナルチェイン ※開発中止
- 新豪血寺一族 闘婚 〜Matrimelee〜
- スパイフィクション

### アニメーション
- 青の6号（OVA） - キャラクターデザイン
- LAST EXILE - キャラクター原案/イメージコンセプト[5]
- マルドゥック・スクランブル（OVA） ※製作中止
- SOLTYREI - コンセプトデザイン原案：ローズバイクデザイン
- シャングリ・ラ - キャラクターデザイン[6]
- ラストエグザイル-銀翼のファム- - キャラクターデザイン[7]
- 夕やけだん団（109シネマズで幕間上映のショートアニメ）- キャラクターデザイン[8]
- ID-0 - アニメーションキャラクター原案
- BEM - キャラクター原案[9]
- RWBY 氷雪帝国 - 第7話エンドカードイラスト

### グッズ
- POSTMAN BAG - オリジナルデザインバッグ/MODEL A & B（2002年）、BIG & SMALL（2006年）
- fa RANGE MURATA COLLECTION シリーズ- オリジナルデザインの衣服、バッグ、時計、サングラス、財布、ブーツなど
- PSE SOLID COLLECTION（Ver.1.0/1.5/2.0/3.0）- フィギュア
- robot figure collection（Ver.1）- フィギュア
- ピンキーストリート rm:Pinky rmp001.なづな、rmp002.まゆら、rmp003.カイネ - フィギュア
- TT-BUTTEFULY（1/10スケールPVC塗装済み完成品） - フィギュア
- PSE PRODUCTS #01 - #06 - フィギュア（リミテッドver.有り）

### その他
- 2005年日本国際博覧会 三井・東芝館『スペースチャイルドアドベンチャー・グランオデッセイ』 - コスチュームデザイン
- 2.5次元てれび - 番組キャラクターデザイン